# Jerzy Rzedowski
Jerzy Rzedowski Rotter (ur. 27 grudnia 1926 we Lwowie, zm. 28 marca 2023 w Pátzcuaro) – meksykański botanik polskiego pochodzenia.

## Życiorys
Jako jedyny syn lekarza Arnolda Rzędowskiego i Ernestyny Rotter zamieszkał w dzieciństwie z rodzicami w jednym ze śląskich miast i tam też rozpoczął edukację. Ze względu na żydowskie pochodzenie rodziny trafił do niemieckiego obozu koncentracyjnego w czasie II wojny światowej. Przeżywszy wojnę, w 1946 wraz z ojcem udał się do Meksyku, gdzie mieszkała jego ciotka. W młodym wieku poza językiem polskim znał także: niemiecki, rosyjski oraz podstawy angielskiego i hiszpańskiego. Podczas pobytu w Meksyku szybko opanował ten ostatni i został tłumaczem w tamtejszej ambasadzie RP. Silnie związał się z nowym krajem i gdy ojciec wyjeżdżał do Izraela, postanowił w nim zostać. W 1955 został naturalizowanym Meksykaninem.
Studiował botanikę, gdyż jeszcze w Polsce ojciec zainteresował go naukami przyrodniczymi. Najpierw w latach 1949–1952 uczył się na Escuela Nacional de Ciencias Biológicas del IPN, a w 1954 uzyskał na niej tytuł magistra biologii (praca dyplomowa przedstawiała szatę roślinną Pedregal de San Angel). W latach 1953–1954 pracował jako botanik w Syntex Laboratories. Dzięki wsparciu finansowemu UNESCO mógł wybrać się na roczne studia do Francji (Université Montpellier 1 w 1957–1958), gdzie poznał europejską szkołę badań ekologii roślin tzw. szkołę fitosocjologii Josiasa Braun-Blanqueta. Na miejscu przedstawiał wykłady na temat szaty roślinnej Meksyku, a w 1958 roku wziął udział w dorocznej wyprawie naukowej The International Society of Phytosociology do Meksyku. Po powrocie do Meksyku od 1959 do 1961 pracował jako botanik w Colegio de Postgraduados de Chapingo, w tym ostatnim roku broniąc dysertację doktorską na Narodowym Uniwersytecie Autonomicznym Meksyku na temat szaty roślinnej stanu San Luis Potosí. Po obronie został pracownikiem naukowym tego uniwersytetu i pracował na nim do 1984. Pełnił w międzyczasie liczne dodatkowe funkcje, takie jak doradca w Instituto Nacional de Investigaciones Forestales (1960–1961) i Narodowym Muzeum Antropologicznym w Meksyku (1963–1965). Był też badaczem Michigan State University (1962–1970). W latach 1960–1961 przewodniczył Sociedad Botánica de México i organizował pierwszy kongres botaniczny w Meksyku (1 Congreso Mexicano de Botánica). Po karierze uniwersyteckiej został pracownikiem naukowym w Instituto de Ecología A. C. w Pátzcuaro.

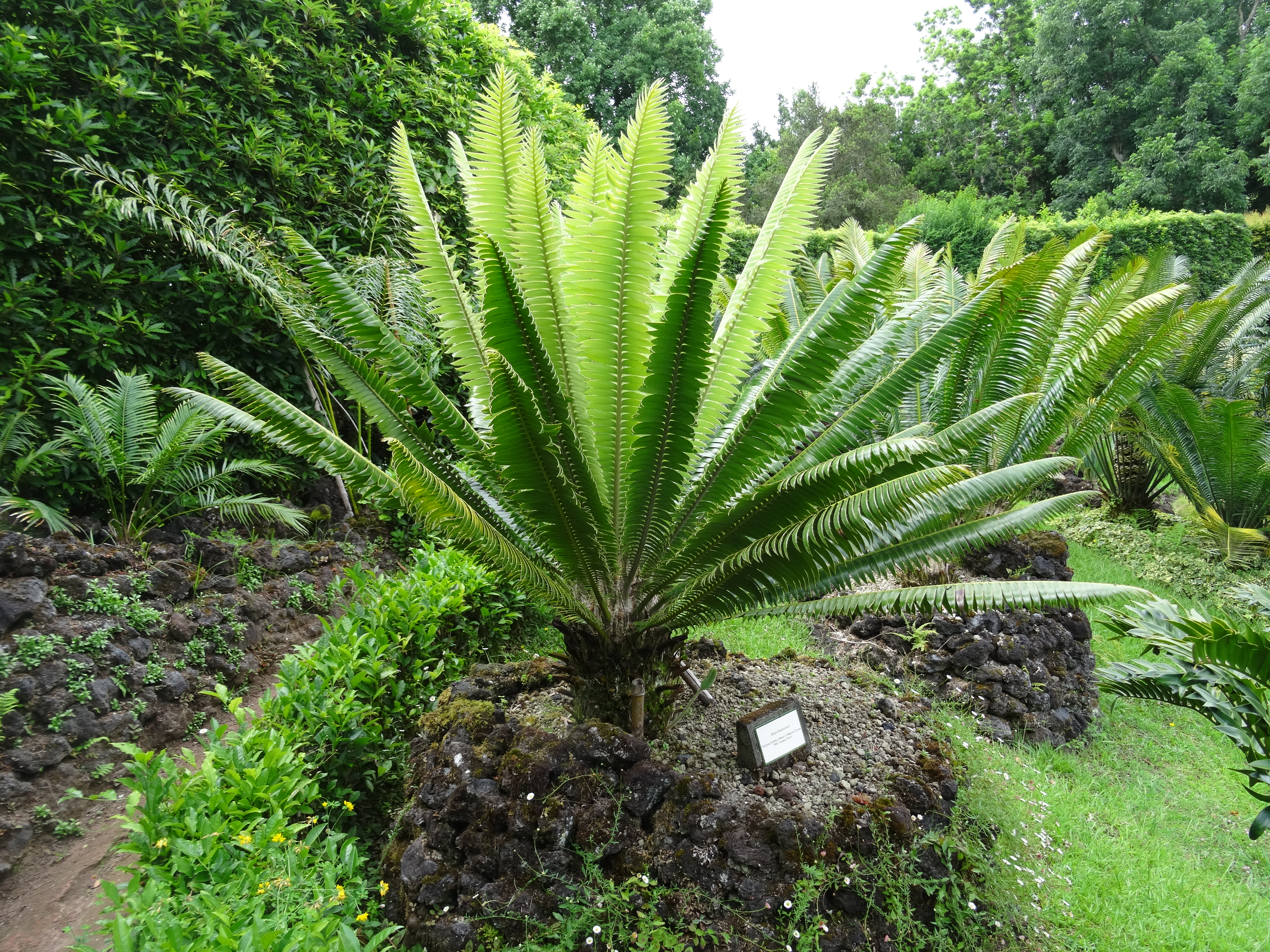
Jeden z gatunków upamiętniających Jerzego Rzedowskiego – Dioon rzedowskii

Opublikował około 200 prac naukowych z zakresu botaniki i zgromadził bogatą dokumentację florystyczną w postaci ponad 54 tysiąca arkuszy zielnikowych. Jego prace badawcze stanowią znaczący wkład w poznanie szaty roślinnej Meksyku. Założył czasopismo naukowe „Acta Botánica Mexicana”, którego przez wiele lat był redaktorem naczelnym, zasiadając poza tym w redakcjach 10 innych czasopism. Był nauczycielem wielu botaników meksykańskich (był promotorem 63 doktoratów) i członkiem licznych towarzystw naukowych. Otrzymał wielką liczbę nagród i wyróżnień. W 1999 został wybrany „Botanikiem Tysiąclecia” (Botánico del Milenio) na wniosek dr. Petera Ravena – dyrektora Missouri Botanical Garden podczas Międzynarodowego Kongresu Botanicznego w Saint Louis (USA). Odznaczony jest medalem za dziedzictwo przyznanym przez Sociedad Botánica de México. Jest doktorem honoris causa Universidad Autónoma de Chapingo i Universidad Michoacana de San Nicolás de Hidalgo. Wyróżniony został nagrodą Asa Gray Award przyznawaną przez American Society of Plant Taxonomists. W roku 2017 został wybrany członkiem zagranicznym IV Wydziału Przyrodniczego Polskiej Akademii Umiejętności.
Autorstwo taksonów, które opisał naukowo oznaczone jest skrótem Rzed.
Jego nazwisko upamiętnione jest w nazwach gatunkowych wielu roślin (w formie rzedowskiana lub rzedowskii, np. Pinus rzedowskii, Platanus rzedowskii) oraz w nazwie rodzaju Rzedowskia. Jego imieniem nazwany jest też ogród botaniczny w Meksyku – Jardín Botánico Jerzy Rzedowski Rotter.

## Życie prywatne
Jego żona Graciela Calderón de Rzedowski (ur. 1931 w Guanajuato, zm. 2022), również była botanikiem. Ich kariery zawodowe i naukowe przeplatały się; wiele publikacji wydali wspólnie.

## Wybrane publikacje
Jerzy Rzedowski jest autorem lub współautorem m.in.:
- Vegetación de México (1978)
- Flora fanerogámica del Valle de México (I wyd. 1979–1990, II wyd. 2001)
- Flora del Bajío y de Regiones Adyacentes (1991–)
- Los principales colectores de plantas activos en México entre 1700 y 1930 (2008)